# 久慈川三育小学校
久慈川三育小学校（くじかわさんいくしょうがっこう）は、茨城県日立市留町にある私立小学校。全国に10校あるセブンスデー・アドベンチスト教会系の小学校の一つ。少人数教育を行っている。児童数は男子9名女子11名の20名。（2019年4月現在）
学校の名前のなかにもある「三育」は、知育、徳育、体育という三つの「育」てる。という学校理念に基づき付けられた。そのため、ほかのセブンスデー・アドベンチスト教会系の小学校にも付けられている。
また、他の学校の「道徳」の時間が「聖書」を学ぶ時間になっている。聖書の時間は週に２回。１回は、担任の先生に教わり、もう１回は久慈川教会の牧師より教わる。
時間割は、小学校の平均5～6時間に比べやや多く、一時間40分あたりの月～木曜日が7時間、金曜日が6時間となっている。

## 沿革
- 1949年 日本三育学院久慈川教会小学校として創立
- 1969年 現校名に改称
- 1978年 校舎改築

## 交通
最寄り駅は、JR東日本常磐線大甕駅